# Start Something
Start Something to druga płyta Lostprophets wydana 2 (Wlk. Brytania) i 3 lutego 2004 (USA).

## Lista piosenek
1. "We Still Kill the Old Way" – 4:20
2. "To Hell We Ride" – 3:40
3. "Last Train Home" – 4:35
4. "Wake Up (Make a Move)" – 3:56
5. "Burn Burn" – 3:36
6. "I Don't Know" – 3:57
7. "Hello Again" – 4:56
8. "Goodbye Tonight" – 3:54
9. "Start Something" – 3:26
10. "A Million Miles" – 4:32
11. "Last Summer" – 4:07
12. "We Are Godzilla, You Are Japan" – 4:05 (Australia/Japonia/Wielka Brytania – piosenka bonusowa)
13. "Sway...." – 10:25
14. "Lucky You" – 4:33 (bonus z płyty japońskiej)
15. "Like a Fire" – 4:02 (bonus z płyty japońskiej)